# Battaglia di Apóstoles
La battaglia di Apóstoles fu uno scontro armato combattuto il 2 luglio 1817 nell'ambito dell'invasione luso-brasiliana della Provincia Orientale del Río de la Plata; vi si scontrarono una divisione dell'esercito del Regno Unito di Portogallo, Brasile e Algarve, guidata da Francisco das Chagas Santos, e le milizie del Comando Generale di Misiones condotte da Andrés Guazurary, alleato del caudillo orientale José Gervasio Artigas.
Su ordine del governatore di Rio Grande do Sul, il marchese di Alegrete, Chagas, che aveva attraversato il fiume Uruguay per dirigersi verso il quartier generale di Guazurary presso l'antica riduzione gesuita di Apóstoles, fu sconfitto e respinto da quest'ultimo.

## Antefatti
Alla fine di dicembre del 1816 il governatore di Rio Grande do Sul, il marchese di Alegrete, aveva ordinato al brigadiere generale Francisco das Chagas Santos di invadere il territorio di Misiones e di distruggerne i villaggi, a causa dell'appoggio fornito dalla popolazione al condottiero indigeno Andrés Guazurary, figlio adottivo e alleato di José Gervasio Artigas. Chagas attraversò il fiume Uruguay con 550 uomini e 5 cannoni e distrusse il 20 gennaio 1817 il centro abitato di La Cruz, abbandonato il giorno precedente dal nemico; il giorno successivo un corpo di spedizione al comando del capitano Gama riservò la stessa sorte al villaggio di Yapeyú, anch'esso abbandonato.
Risalendo il fiume, il 31 gennaio giunse a Santo Tomé, anch'essa abbandonata, e vi pose il quartier generale luso-brasiliano. Da qui mandò il tenente Luis Carvalho con 125 uomini a battere la campagna e a dare la caccia alle pattuglie che tentavano di raggiungere Guazurary, mentre il capitano Elías de Oliveira, al comando di altri 200 uomini, invadeva anch'esso il territorio di Misiones; i luso-brasiliani distrussero e saccheggiarono ogni centro abitato nel raggio di 50 leghe, prima di ritirarsi sulla sponda sinistra dell'Uruguay il 13 marzo 1817.
Guazurary, che aveva spostato il suo accampamento più a sud per rimanere in contatto con Artigas, cominciò ad inviare le sue pattuglie a riconquistare il territorio perduto già dal 12 marzo, quando la guarnigione lasciata da Chagas a La Cruz cadde nelle mani delle milizie di Misiones. Con l'aiuto delle milizie di Corrientes, guidate dal capitano Aranda, riconquistò in breve tempo l'intero territorio perduto, con l'eccezione di alcune teste di ponte luso-brasiliane sul fiume Uruguay. Facendo leva sul desiderio di vendetta della popolazione locale, il caudillo indigeno riuscì a raccogliere un buon numero di uomini e a spostarsi tra i villaggi di San Carlos, San José e Apóstoles, i meno danneggiati dalla precedente invasione.
Di fronte all'avanzata di Guazurary, a giugno Chagas attraversò ancora una volta l'Uruguay alla testa di 500 uomini, puntando contro l'abitato di Apóstoles.

## La battaglia
Chagas arrivò ad Apóstoles il 2 luglio; tuttavia, al contrario di quanto avevano fatto qualche mese prima, le milizie di Misiones stavolta non abbandonarono il luogo ma accettarono la battaglia, andando incontro ai luso-brasiliani.
Nelle prime fasi dello scontro Chagas sembrò avere la meglio: le sue truppe ricacciarono all'interno dell'antica riduzione gesuita i nemici, che si trincerarono nel patio del collegio e nella chiesa, da dove respinsero gli assalti luso-brasiliani, anche grazie alla pioggia, che aveva bagnato la polvere da sparo di questi ultimi. Dopo ore di combattimenti, nelle prime ore del pomeriggio arrivò da San José un corpo di cavalleria, alla cui testa si trovava lo stesso Guazurary. Chagas gli inviò contro il maggiore José María Gama con uno squadrone, ma la mossa non ebbe l'esito sperato: i luso-brasiliani riuscirono a contenere per qualche tempo i nuovi arrivati, però alla fine dovettero cedere e ripiegare verso il resto delle truppe.
La mattina del giorno seguente, il 3 luglio 1817, Chagas, ferito, ordinò la ritirata.

## Conseguenze
A seguito della battaglia Andrés Guazurary rimase padrone del territorio di Misiones ad ovest del fiume Uruguay, potendosi rinforzare grazie al reclutamento di un buon numero di nativi americani, desiderosi di vendetta nei confronti di chi aveva bruciato i loro villaggi. Chagas tornò entro i confini brasiliani, dove si riorganizzò; attraversò nuovamente il fiume nel marzo dell'anno successivo, attaccando il villaggio di San Carlos.